# 奇氏毛鼻鯰
奇氏毛鼻鯰（学名：Trichomycterus chiltoni），為輻鰭魚綱鯰形目毛鼻鯰科毛鼻鯰属的其中一種。該物種主要分布於南美洲智利中部的流域，體長可達17公分。

## 扩展阅读
維基物種上的相關：奇氏毛鼻鯰